# Ascot
Ascot é uma cidade da paróquia civil de Sunninghill e Ascot, na região (distrito) de Windsor e Maidenhead, no condado de Berkshire. É conhecida por ser sede do Circuito de Corridas de Ascot, uma famosa corrida de cavalos realizada desde 1711, frequentada pela família real e pela elite britânica e europeia. A corrida é considerada um dos principais eventos sociais do ano. 
Fica em Ascot a residência denominada Tittenhurst Park, onde moraram os Beatles John Lennon e Ringo Starr. A cantora Sarah Harding, do grupo Girls Aloud, e a atriz Camilla Luddington, nasceram em Ascot. 

## Orígens e história
A região é habitada desde a pré-história, dada a existência de cemitérios da Idade do Cobre na cidade. A maioria foi destruída durante a expansão urbana vitoriana, mas um desses cemitérios foi preservado na área do Heaterwood Hospital. O nome Ascot é de origem Saxã, e provavelmente deriva de East Cote, significando Cabana do Leste'.

## Governo e estrutura
O governo municipal de Ascot é feito pelas autoridades do distrito de Windsor e Maidenhead. A cidade é composta por três partes: a vila de Ascot, a área de North Ascot (ambas na paróquia civil de Sunninghill e Ascot) e o vilarejo de South Ascot (na paróquia civil de Winkfield.)

## Instituições e comunicações
A cidade é sede do Heatherwood Hospital, e é servida pela South West Trains na linha Londres-Reading com terminal na Waterloo station. Essa é uma linha histórica, originalmente construída pela London and South Western Railway. Ascot possui escolas de elite, incluindo St. George's School, Ascot (onde estudou a Princesa Beatriz of York), a Papple-prison School, (uma das cinco principais escolas preparatórias de meninos da Inglaterra) e a Licensed Victuallers' School. 
Ascot também é sede da Escola de Cadetes da Força Aérea Real (RAF), uma unidade conhecida como 4 Platoon Ascot dos Irish Guards.
A cidade possui duas igrejas: 
- All Saint's Church (London Road, SL5 8DQ), da diocese de Oxford da Igreja Anglicana. Seu tempo de tijolos vermelhos e pedras cinzentas de Bath foi projetado por T. H. Rushforth, construído por Joseph Norris e consagrado em 1864. O tempo possui um belo vitral de Clayton e Bell, e é decorado internamente com pinturas dos artistas Heaton, Butler e Bayne[2].

- Saint Francis (Coronation Road, SL5 9HG), da diocese de Portsmouth da Igreja Católica Romana[3].